# Muidorge

Muidorge este o comună în departamentul Oise, Franța. În 1 ianuarie 2022 avea o populație de 135 de locuitori.